# 피글렛 빅무비
피글렛 빅무비(Piglet's Big Movie)는 미국에서 제작된 프란시스 글레바 감독의 2003년 가족 영화이다. 존 피들러 등이 주연으로 출연하였다.

## 출연

### 주연
- 존 피들러
- 짐 커밍스
- 앤드리 스토이카
- 캐스 소시
- 니키타 홉킨스
- 피터 쿨렌
- 켄 샌섬
- 켄 샌섬

## 제작진
- 원작자: A.A. 밀른
- 미술: 프레드 워터